# Aston Oxborough
Aston Jay Oxborough (* 9. Mai 1998 in Gorleston-on-Sea) ist ein englischer Fußballtorhüter, der beim FC Motherwell in Schottland unter Vertrag steht.

## Karriere
Aston Oxborough begann mit seiner Fußballkarriere als Kind beim FC Hemsby, etwa 15 km seiner Geburtsstadt Gorleston-on-Sea entfernt. Im Jahr 2010 wechselte er als Zwölfjähriger in die Jugendakademie von Norwich City, dem größten und erfolgreichsten Verein der Region Norfolk. Ab dem Jahr 2016 spielte der Torhüter für die U23-Mannschaft der „Canaries“ in der Premier League 2. Im August 2019 wurde Oxborough an den englischen Sechstligisten FC Wealdstone verliehen. Oxborough gewann mit Wealdstone am Ende der Saison die National League South, womit der Verein nach 32 Jahren in die National League zurückkehrte. Oxborough stand dabei in 22 Ligapartien im Tor. In der folgenden Spielzeit wurde Oxborough abermals verliehen, als er für den FC Barnet in der National League spielte. Wie zuvor bei  Wealdstone absolvierte Oxborough erneut 22 Ligaspiele als Leihspieler. Nach der Leihe verließ Oxborough seinen Stammverein Norwich City nach zwölf Jahren Vereinszugehörigkeit  und wechselte im August 2022 nach Schottland zum FC Motherwell. In den Spielzeiten 2022/23 und 2023/24 war er hinter Liam Kelly Ersatztorhüter. Nachdem Kelly im Juni 2024 zu den Glasgow Rangers gewechselt war, wurde Oxborough der neue Stammtorhüter in Motherwell.